# Autoroute A36
L’autoroute A 36, detta La Comtoise, è un'autostrada francese che collega la A 31 alla frontiera tedesca.